# Gantrisch
Il Gantrisch (2.175 m s.l.m.) è una montagna delle Prealpi Bernesi nelle Prealpi Svizzere. Contorna la Simmental e si trova ad ovest dello Stockhorn.

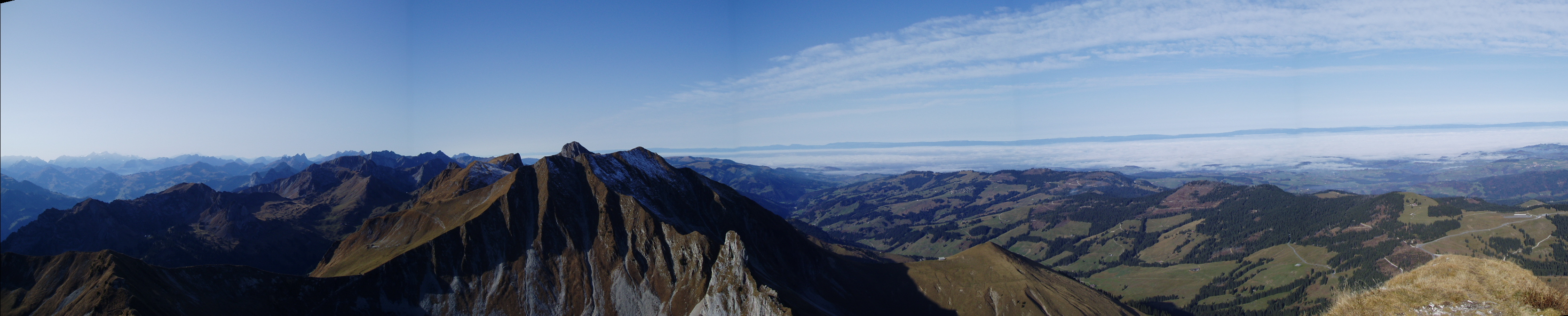
Visione dalla vetta.